# 高廷忠
高廷忠（14世紀—15世紀），字允卿，福建福州府長樂縣后澳人，明朝政治人物。

## 生平
高廷忠是嘉靖四年（1525年）乙酉科福建鄉試舉人，二十三年（1544年）授奉化知縣，剛到任就廢除不便於民的十多條律例，每天早出晚歸，不沽名釣譽，僅順應民情風俗便於行政，亦能節用不濫費、不苟取，有人將山珍海錯潛置金中，他默默送回不張揚，是如此律己容人，適逢地方夏天大旱，他就屏蓋素服步禱，五天後雨下如注，人民免於饑荒，二十八年（1549年）陞瑞州同知，縣民為他立祠祭祀。

## 引用
1. 1 2  民國《（福建）長樂縣志·卷二十四·列傳四》：高廷忠，字允卿，后澳人，祖伯齡，字平哲，成化十六年舉人，知雩都縣有惠政，時稱循吏；父㙱傳見鄉行。廷忠嘉靖乙酉舉人，授奉化令，甫至即除法之不便於民者十餘條，每日戴星出入，不務釣名，惟順人情宜土俗，期於政行事集而已，尤能節用不濫費、不苟取，有饋海錯潛置金其中者，即默返之，不揚於眾，值夏旱屏蓋步禱，凡五日雨如注，民賴不饑，為立祠以祀。 乾隆賀志
2. ↑  光緒《（浙江）奉化縣志·卷十八·名宦》：高廷忠，長樂人，舉人，嘉靖二十三年任，甫至即剗法之不便於民者十餘條，每日五鼓起至晡始息，不矯矯以沽名，惟順人情土俗而期於政，行事集不濫費、不苟取，有饋海錯潛置金其中者，即默返之，不揚於眾，其貞以律己而容人之過類如此，值夏大旱憂惻不遑，乃屏蓋素服步禱於龍所，凡五日雨遂如注，民以不饑，兢兢持守六年如一日，當道優奬，民德之為立生祠，後陞江西臨江【瑞州】府同知。 嘉靖志，參康熙志